# Alan Hale, Sr.

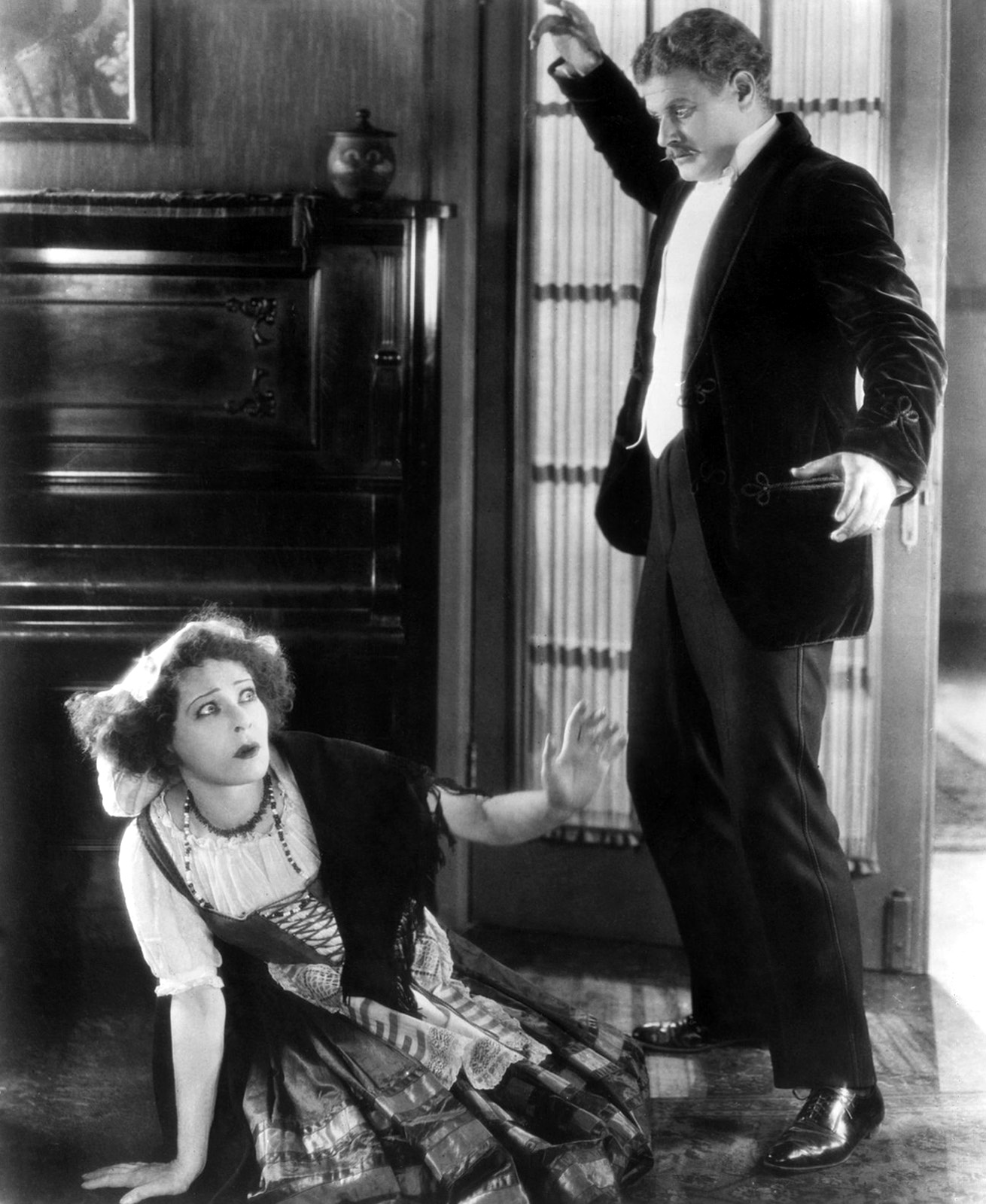
Alan Hale tillsammans med Alla Nazimova.

Alan Hale, född 10 februari 1892 i Washington, D.C., död 22 januari 1950, i Hollywood i Kalifornien, var en amerikansk skådespelare, som spelade med i flera produktioner av Cecil B. DeMille. Han var far till Alan Hale, Jr.. Hale filmdebuterade 1912 och medverkade totalt i över 200 filmer. Under ljudfilmseran på 1930-talet och 1940-talet var han flitigt anlitad som birollsaktör hos bolaget Warner Bros. där han framförallt spelade i många filmer med Errol Flynn i huvudrollen.
För sina filminsatser har han tilldelats en stjärna på Hollywood Walk of Fame vid adressen 6532 Hollywood Blvd.

## Filmografi i urval
- 1914 – Jane Eyre
- 1921 – De fyra ryttarna
- 1922 – Robin Hood
- 1931 – Susan Lenox
- 1932 – Gentleman för en dag
- 1934 – Det hände en natt
- 1934 – Dimma över Frisco
- 1934 – En kvinnas slav
- 1934 – Uppror mot livet
- 1935 – Lyckan kommer...
- 1935 – Pompeiis sista dagar
- 1936 – Bröder i kvadrat
- 1937 – Prinsen och tiggaren
- 1937 – Stella Dallas
- 1938 – Algiers
- 1938 – Mellan två valser
- 1938 – Pappa sökes
- 1938 – Robin Hoods äventyr
- 1939 – Elisabeth och Essex
- 1939 – Landet bortom lagen
- 1940 – Vägen till Santa Fé
- 1940 – De färdas om natten
- 1940 – Slaghöken
- 1940 – Regnbågsdivisionen
- 1941 – Fotsteg i mörkret
- 1941 – Rivaler på galej
- 1941 – En kvinna bland män
- 1942 – Gentleman Jim
- 1942 – Vägarnas folk gör revolt
- 1944 – Mark Twains äventyr
- 1945 – Hotel Berlin
- 1946 – Här kommer Broadway
- 1947 – Min irländska ros
- 1948 – Don Juans äventyr
- 1948 – Pisksnärten
- 1949 – Söder om S:t Louis
- 1949 – Tomtar på loftet
- 1950 – Colt .45